# Богданов, Николай Григорьевич
Никола́й Григо́рьевич Богда́нов (6.5.1850, Санкт-Петербург - 20.2.1892, Киев), русский художник-жанрист.

## Биография
Окончив курс в петербургском коммерческом училище, в 1870 году поступил в Академию художеств. Получил за пейзажные этюды серебряную медаль 2-й степени в 1874 году и серебряную медаль 1-й степени в 1877 году.
В 1878 году ездил по России для художественных занятий, в 1879 году за жанровую картину «Воспоминание» удостоен звания классного художника 3-й степени. В 1880 году его картина «В своих владениях» находилась на VIII-й выставке Товарищества передвижных выставок, в 1881 году его произведения были и на академической выставке, и на IX-й передвижной.
В 1882 году выставил в Академии художеств картину «Семейная сцена в саду», и президент Академии по ходатайству Совета спросил высочайшее соизволение на выдачу Богданову пенсионерского содержания на один год с тем, чтобы он мог поехать за границу и познакомиться с произведениями известных художников-жанристов, находящимися в европейских галереях. Побывав в галереях Германии и Франции, в 1883 году прислав свои этюды, написанные в окрестностях Парижа, попросив Совет продолжить ему пенсионерское содержание на два года и, когда эта просьба была удовлетворена, отправился в Рим.
С 1880 года его произведения экспонировались на выставках Товарищества передвижных выставок. В 1884—1889 годах им было выставлено до 14 картин. Участник Всероссийской художественно-промышленной выставке в Москве (1882).
В 1882 году получил звание классного художника 1-й степени.
Умер от чахотки.
Мемориальная выставка Богданова состоялась в Одессе в 1894 году.

## Труды
Получил широкую известность как мастер жанровой живописи. Его работы представлены в Государственном русском музее, Государственной Третьяковской галерее, Иркутском, Краснодарском, Пензенском, Нижегородском художественных музеях, Челябинской картинной галерее и частных коллекциях.